# Diacyclops albus
Diacyclops albus är en kräftdjursart som beskrevs av J. W. Reid 1992. Diacyclops albus ingår i släktet Diacyclops och familjen Cyclopidae. Inga underarter finns listade i Catalogue of Life.